# Exército industrial de reserva
Exército industrial de reserva é um conceito desenvolvido por Karl Marx em sua crítica da economia política, e refere-se ao desemprego estrutural das economias capitalistas. O exército de reserva corresponde à força de trabalho que excede as necessidades da produção. Para o bom funcionamento do sistema de produção capitalista e garantir o processo de acumulação, é necessário que parte da população ativa esteja permanentemente desempregada. Esse contingente de desempregados atua, segundo a teoria marxista, como um inibidor das reivindicações dos trabalhadores e contribui para o rebaixamento dos salários.
Segundo Karl Marx, na busca de inovações tecnológicas que lhes propiciem uma vantagem temporária sobre seus concorrentes, os capitalistas tendem a elevar a composição orgânica do capital {\displaystyle {c \over v}} , substituindo gradativamente a força de trabalho (que é parte do capital variável {\displaystyle {v}}) por máquinas (que são parte do capital constante {\displaystyle {c}}), o que resultaria em aumento do desemprego e do exército de reserva. O capitalismo depende, portanto, de sempre manter superpopulação relativa.
Segundo os marxistas, o conceito de exército industrial de reserva põe por terra a crença liberal na liberdade de trabalho e explicita a necessidade do pleno emprego, além de explicar o imperialismo e o fato de que pequenos proprietários falem para terem suas famílias trabalhando para cada vez menos burgueses.